# Химус
Хи́мус (от греч. χυμός «сок») — жидкое или полужидкое содержимое желудка или кишечника, состоящее из частично переваренной пищи, желудочного и кишечного соков, секретов желёз, жёлчи, слущённых эпителиальных клеток и микроорганизмов.

## Гастродуоденальный переход
Химус формируется в результате моторной и секреторной деятельности желудка и эвакуируется в двенадцатиперстную кишку через пилорический сфинктер, их разделяющий. Пилорический сфинктер активно участвует в эвакуаторном процессе и в формировании поступающего в двенадцатиперстную кишку химуса. Пилорический сфинктер определяет размер эвакуируемых частиц, и если они более 1,0—1,2 мм в диаметре, то возвращает их в антральную часть желудка.
Содержимое желудка поступает в двенадцатиперстную кишку отдельными порциями благодаря сокращению мускулатуры желудка и открытию пилорического сфинктера. Это открытие происходит вследствие раздражения рецепторов слизистой пилорической части желудка соляной кислотой. Перейдя в двенадцатиперстную кишку, соляная кислота, находящаяся в химусе, воздействует на хеморецепторы слизистой оболочки двенадцатиперстной кишки, что приводит к закрытию пилорического сфинктера.
После нейтрализации кислоты в двенадцатиперстной кишке щелочным дуоденальным соком пилорический сфинктер снова открывается. Скорость перехода содержимого желудка в двенадцатиперстную кишку зависит от состава, осмотического давления, объёма, кислотности, температуры и консистенции желудочного содержимого, степени наполнения двенадцатиперстной кишки, состояния пилорического сфинктера.
Химус переходит в двенадцатиперстную кишку только тогда, когда его консистенция становится жидкой или полужидкой. Углеводная пища эвакуируется быстрее, чем пища, богатая белками. Жирная пища переходит в двенадцатиперстную кишку с наименьшей скоростью.

## Тонкая кишка
Поступающее в двенадцатиперстную кишку кислое желудочное содержимое остаётся таковым у здорового человека в среднем 14—16 секунд. За это время: кислотность дуоденального химуса уменьшается за счёт бикарбонатов жёлчи и дуоденального и панкреатического соков; желудочные протеолитические ферменты инактивируются; в химус вводятся панкреатические ферменты; эмульгируются жиры. Таким образом процесс желудочного пищеварения переводится в тонкокишечный.
В тонкой кишке выполняется один из важнейших этапов пищеварительного процесса. Кроме пищеварительных ферментов, поступивших с химусом из желудка, во время нахождения химуса в двенадцатиперстной кишке в него попадают ферменты, секретируемые поджелудочной железой, печенью, а также железами и секреторными клетками самой двенадцатиперстной кишки.
Таким образом, находящийся в тонкой кишке химус содержит большое число ферментных белков, в том числе:
- секретированных в составе кишечного сока: энтеропептидазу, карбогидразы, пептидазы, моноглицеридлипазу, фосфатазы и другие;
- секретированных поджелудочной железой:
проферменты: трипсиноген, химотрипсиноген, проэластазу E, прокарбокипетидазы А1 и В2, профосфолипазу А21, а также их активные формы;
ферменты: γ-амилазу, липазу, карбоксилэстерлипазу, рибонуклеазу, дезоксирибонуклеазу;
кофермент колипаза;
ингибиторы: ингибитор трипсина, литостатин.

Компоненты частично переваренной пищи, а также попавшие в химус из желудка и пищеварительных желёз биологически активные вещества воздействуют через эпителий на кишечник, регулируя его секреторную и моторные функции.

## Толстая кишка
У человека из тонкой кишки в толстую через разделяющий их илеоцекальный клапан переходит ежедневно около 0,5—4 литра химуса. В толстой кишке пищеварительные процессы существенно отличаются от тонкокишечных. В частности, в толстой кишке происходит интенсивное всасывание воды из химуса. Структура химуса заметно меняется, и он преобразуется в каловые массы. Из 4 литров поступившего в толстую кишку химуса образуется примерно 150—200 г кала.